# Nord, Burkina Faso
Nord är en administrativ region i norra Burkina Faso, med gräns mot Mali. Befolkningen uppgår till 1,3 miljoner invånare och den administrativa huvudorten är Ouahigouya. Nord gränsar till Sahel, Centre-Nord, Plateau-Central, Centre-Ouest och Boucle du Mouhoun.

## Administrativ indelning
Regionen är indelad i fyra provinser:
- Province du Yatenga
- Province du Passoré
- Province du Loroum
- Province du Zondoma

Dessa provinser är i sin tur indelade i sammanlagt 31 departement (dessa fungerar samtidigt som kommuner).